# Oberdorff
Oberdorff é uma comuna francesa na região administrativa de Grande Leste, no departamento de Mosela. Estende-se por uma área de 4,22 km². Em 2010 a comuna tinha 350 habitantes (densidade: 82,9 hab./km²).